# Ezz-thetics
Ezz-thetics es un álbum de estudio por el músico estadounidense George Russell, publicado a mediados de 1961 por Riverside Records.

## Grabación
El álbum fue grabado en mayo de 1961. Además de él mismo en el piano, el sexteto de Russell incluía al trompetista Don Ellis, al trombonista Dave Baker, Eric Dolphy al saxofón alto y al clarinete bajo, Steve Swallow al bajo y Joe Hunt a la batería. Tres de las canciones fueron escritas por Russell. Cuenta con una reelaboración radical del estándar «'Round Midnight» de Thelonious Monk con un solo extendido de Eric Dolphy.

## Recepción de la crítica
Scott Yanow, escribiendo para AllMusic, le dio una calificación perfecta de 5 estrellas, describiéndolo como “un verdadero clásico”. Él añadió que “aunque usa ideas del avant-garde jazz, no cae en ninguna categoría simple”. The Penguin Guide to Jazz sugirió que era un buen lugar en la discografía de Russell para que un oyente comenzara.

## Lista de canciones
Todas las canciones escritas y compuestas por George Russell, excepto donde esta anotado.
Lado uno
1. «Ezz-thetic» – 8:59
2. «Nardis» (Miles Davis) – 4:41
3. «Lydiot» – 8:08

Lado dos
1. «Thoughts» – 5:37
2. «Honesty» (David Baker – 9:04
3. «'Round Midnight» (Thelonious Monk) – 6:35

## Créditos
Créditos adaptados desde las notas de álbum.
George Russell Sextet
- George Russell - piano, arreglos
- Don Ellis - trompeta
- Dave Baker - trombón
- Eric Dolphy - saxofón alto, clarinete bajo
- Steve Swallow - contrabajo
- Joe Hunt - batería